# كفر كيفيا (إربد)
كفر كيفيا قرية في شمال الأردن تلتحق بها قرية قديمة اسمها النقيع، تزخر بالمغارات القديمة والقبور التي تعود لآلاف السنين.

## مناطقها الفرعية
منطقة شجرات العشرة، ظهر سليمان ،الماصية، الدواخن، مقتل البدوي، شوارب بدرة، المنطره، الظهر، الخليدة، الخلة، القطعة، وبير أبو بابين، أم الزعتر، وادي فضل قرين غزال